# Бусак (Крез)
Бусак (фр. Boussac) насеље је и општина у централној Француској у региону Лимузен, у департману Крез која припада префектури Гере.
По подацима из 2011. године у општини је живело 1327 становника, а густина насељености је износила 896,62 становника/km². Општина се простире на површини од 1,48 km². Налази се на средњој надморској висини од 384 метара (максималној 395 m, а минималној 335 m).

## Демографија
| 1962. | 1968. | 1975. | 1982. | 1990. | 1999. | 2011. |
| ----- | ----- | ----- | ----- | ----- | ----- | ----- |
| 1.514 | 1.557 | 1.933 | 1.852 | 1.652 | 1.602 | 1.327 |

График промене броја становника у току последњих година